# Filozofski anarhizam
Filozofski anarhizam je škola anarhizma koja tvrdi da država nema moralni legitimitet, ali također odbacuje i revoluciju koja bi nasilnim sredstvima trebala srušiti državu. Iako filozofski anarhizam sam po sebi ne uključuje nastojanje ili želju za ukidanje države, filozofski anarhisti vjeruju kako nemaju nikakvu obavezu ili dužnost prema državi, odnosno da im država nema pravo nametati svoju volju. Filozofski anarhizam se smatra strujom unutar individualističkog anarhizma. Osnivačem te struje se smatra britanski filozof William Godwin, a među njene zagovornike se ubrajaju Pierre-Joseph Proudhon, Benjamin Tucker i Henry David Thoreau.

## Vanjske poveznice
Filozofski anarhizam na Internetskoj filozofskoj enciklopediji, pristupljeno 12. veljače 2014.